# Bernhard Joseph Schleiß

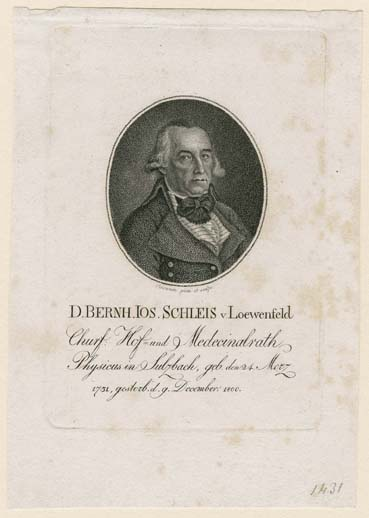
Druckgraphik mit dem Porträt Bernhard Joseph Schleiß' von Johann Michael Schramm (o. J.)

Bernhard Joseph Schleiß von Löwenfeld, (auch Schleis und Schleiss; geboren 24. März 1731 in Lauterecken; gestorben 9. Dezember 1800 in Sulzbach) war ein kurpfälzischer Hof- und Medizinalrat und Stadtphysikus in Sulzbach und Autor freimaurerisch-rosenkreuzerischer Schriften. Er wird zu den maßgeblichen Mitgliedern des Ordens der Gold- und Rosenkreuzer in dessen erster Phase gezählt.

## Familie
Bernhard Joseph Schleiß stammt aus der Familie des am 10. Oktober 1630 unter Namensmehrung mit „von Löwenfeld“ in Regensburg in den Reichsadelstand erhobenen königlichen Hofkanzlisten Jacob Schleiß. Eine bayerische Adelsbestätigung für die Nachkommen erfolgte am 26. Januar 1818 in München.

## Leben und Werk
Schleiß studierte in Heidelberg Medizin, wo er 1757 promoviert wurde. 1758 nahm er als Feldmedikus am Siebenjährigen Krieg teil. Anschließend wurde er Stadt- und Landphysikus in Sulzbach und Leibarzt der Herzogin Maria Franziska, kurfürstlicher Medizinalrat und schließlich 1760 vom Kurfürsten Karl Theodor zum Hofpfalzgrafen ernannt.
Er ist der Autor zweier wichtiger Verteidigungsschriften der Gold- und Rosenkreuzer.
- Die erste dieser Schriften richtete sich gegen einen Traktat von Johann Jacob Moser der unter dem Titel Von Geduldung der Freymaurer-Gesellschaften; besonders in Rücksicht auf den Westphälischen Friden 1776 erschienen war. Unter dem Pseudonym Carl Hubert Lobreich von Plumenoek veröffentlichte Schleiss 1777 die Schrift Geoffenbarter Einfluß in das allgemeine Wohl der Staaten der ächten Freymäurerey aus dem wahren Endzweck ihrer ursprünglichen Stiftung erwiesen, und der Schrift des Königl. Dän. Etaatsraths Johann Jacob Mosers, von Geduldung der Freymäurergesellschaften, besonders in Absicht auf den Westphälischen Frieden, entgegen gesezt.[3]
- 1782 veröffentlichte Schleiss unter dem Pseudonym Phoebron den im Lichte der Wahrheit strahlenden Rosenkreutzer. Letztere Schrift mit dem Untertitel „allen lieben Mitmenschen, auch dem Magister Pianco zum Nutzen hingestellt“ war eine öffentliche Erwiderung des Ordens auf die Streitschrift Der Rosenkreuzer in seiner Blösse : Zum Nutzen der Staaten hingestellt durch Zweifel wider die wahre Weisheit der so genannten ächten Freymäurer oder goldnen Rosenkreutzer des alten Systems / von Magister Pianco, vieler Kreisen Bundsverwandten (Amsterdam [= Bauer, Nürnberg][4] 1781). Hinter dem Pseudonym Pianco verbarg sich der 1780 aus dem Orden ausgeschlossene Hans Karl von Ecker und Eckhoffen.

Der von Schleiß als Pseudonym verwendete Name Phoebron erscheint in den Ordensakten als Ordensname eines Hauptdirektors des süddeutschen Organisationsbereichs. Wann Schleiß genau welche Stellung im Orden hatte, ist schwer auszumachen. Einerseits erscheint er „ausgeschlossen“ bzw. eben geduldet, dann wieder geradezu als Exponent des „Sulzbacher Kreises“ und damit des Ordens in der Zeit zwischen den Reformationen 1767 und 1777 und für dessen eigentümliche Verbindung von Alchemie, Theosophie, Kabbala, Freimaurertum, die dann wieder derart katholisierende Züge aufwies, die Knigge veranlassten, in den Gold- und Rosenkreuzern eine Tarnorganisation des aufgehobenen Jesuitenordens zu vermuten.
Weitere Schriften von Schleiß befassen sich mit dem Wirken des Pfarrers, Wunderheilers und Exorzisten Johann Joseph Gaßner, der von Schleiss nach Sulzbach eingeladen wurde, dort seine Kuren zu praktizieren, und von ihm gegen die Kritik Lavaters verteidigt wurde.

## Schriften
- Abhandlung vom Podagra. Monath, Nürnberg 1767.
- Calendarium felix Rheni et Albis, seu Saxonica Palatinae sociata domui in Amalia Augusta iuncta Friderico sponsa. Lichtenthaler, Sulzbach 1769 (Hochzeitsgedicht auf Friedrich August III., Kurfürst von Sachsen und Maria Amalia von Pfalz-Zweibrücken).
- Gründliche Untersuchung derer Sauerbrunnen, besonders des zu Grossalbertshof ohnweit der Residenzstadt Sulzbach … neuentdeckten Heylbrunns. Sulzbach 1770, Digitalisat.
- Des unpartheyischen Arzts Betrachtungen über Herrn Lavaters Gründe zur Untersuchung derer Gassnerischen Kuren. Nebst einem Anhang von Konvulsionen. Sulzbach 1775.
- Unpartheyische Gedanken oder Etwas vor die Aerzte von der Kurart des Tit. Heern Gassners in Ellwangen. Hrsg. von Doct. Schisel [= Schleis]. Wizgallischen Schriften, Schalbuz [= Sulzbach] 1775.
- Zweifelsfragen an Tit. Herrn Doctor Samuel Semmler zu Halle, über die Sammlungen der Gaßnerischen Geisterbeschwörungen. Galwitz, Sulzbach 1776.
- (als Carl Hubert Lobreich von Plumenoek) Geoffenbarter Einfluß in das allgemeine Wohl der Staaten der ächten Freymäurerey aus dem wahren Endzweck ihrer ursprünglichen Stiftung erwiesen, und der Schrift des Königl. Dän. Etaatsraths Johann Jacob Mosers, von Geduldung der Freymäurergesellschaften, besonders in Absicht auf den Westphälischen Frieden, entgegen gesezt, samt dem klar- und deutlichen Unterricht, das wahre Rosenkreutzerische Astrapulver ächt zu bereiten, und zum Besten des gemeinen Wesens wider fast alle Krankheiten zu gebrauchen. Amsterdam [= Nürnberg] 1777, Digitalisat.
- (als Phoebron) Der im Lichte der Wahrheit strahlende Rosenkreutzer. Leipzig, Hilscher 1782, Digitalisat.
- Beyträge zu Gaßners Aufenthalt und Wesen in Sulzbach 1776. Augsburg 1788.
- Familienkalender des durchlauchtigsten Erzhauses Pfalz Wittelsbach für das doppelte Jubel- und Schaltjahr 1792 : worinnenan jenem Tag des ganzen Jahrs die Geburts- und Sterbeliste aller von tausend Jahren her gelebten und noch lebender Ahnen und Fortpflanzer dieses durchlauchtigsten Erzhauses zu finden nebst angehängten Tabellen aller höchst- und hohen Häuser Europens und deutscher Stifter mit welchen das durchlauchstigste Erzhaus durch Blutsfreundschaft, Ahnverwandschaft und Einverleibung verbunden ist: mit einer kurzen Lebensbeschreibung des ersten Jubelregents Pfalzgrafs Ehrenfried. Seidl, Sulzbach 1792.
- Sulzbachs wunderbar wahrgesagtes Wachsthum an dem feierlichsten Trauungstag des durchlauchtigsten Fürsten und Herrn, Herrn Carl Theodors Pfalzgrafen bey Rhein … mit der durchlauchtigsten Fürstin und Frauen, Frauen Maria Anna Leopoldina … durch eine wahre Geschichte und ein im Jahr 1718 von weiland der durchlauchtigsten Frau Herzogin Maria Eleonora in der Residenz Sulzbach beobachtetes Gesicht. Seidl, Sulzbach 1795.